# Генріх I (маркграф Майсену)
Генріх I Айленбурзький (нім. Heinrich I. der Ältere; 1070—1103) — граф Айленбурга з 1075 року, маркграф Лужицький з 1081 року, маркграф Майсенський з 1089 року, син графа Деді II фон Веттіна від другого шлюбу з Адель Лувенською.

## Життєпис
Генріх I був першим представником династії Веттінів, що володіли Майсенською маркою.
Через участь Деді II, батька Генріха I, у невдалому повстанні проти імператора Генріха IV, в 1075 Деді був змушений віддати Генріха I в заручники імператору.
Граф Деді II помер у жовтні 1075 року. Оскільки старший брат Генріха I, Деді III, помер ще раніше батька, то родові володіння Веттінів, включаючи графство Айленбург, успадкував Генріх. Однак імператор Генріх IV відібрав Лужицьку марку, передавши її чеському князю Вратіславу II.
У розгорілій боротьбі за інвеституру Генріх I підтримав імператора Генріха IV, ставши йому вірною опорою в імперії. У подяку за це, імператор в 1081 році повернув Генріху I Лужицьку марку, а в 1089 році передав конфісковану у маркграфа Егберта II Майсенську марку. Щоб закріпити за собою Майсен, Генріх близько 1101/1102 року одружився з сестрою Егберта, Гертрудою Брауншвейзькою. Проте вже в 1103 році Генріх I загинув у боротьбі проти слов'ян. Спадкоємцем його залишився малолітній син Генріх II.

## Родина
Дружина — Гертруда Брауншвейзька
Діти:
- Генріх II, маркграф Майсенський